# Шуметра, Жорди
Жорди Шуметра Фелиу (кат. Jordi Xumetra Feliu; 24 октября 1985 года, Л'Эстартит, Испания) — испанский футболист, ныне свободный агент.

## Клубная карьера
Жорди Шуметра обучался футболу в системе клуба «Барселона». Первые годы во взрослом футболе он играх в командах испанской Терсеры: «Фигерас», «Эспаньол B» и «Жирона». Однако с последней он сначала вышел в Сегунду B, а через год пребывания там — в Сегунду. Там он ещё 2 сезона поиграл за «Жирону», а летом 2010 года перешёл в другой клуб Сегунды «Эльче». Его 7 голов в чемпионате 2012/13 помогли клуб выиграть Сегунду и впервые за долгое время вернуться в Примеру. Шуметра же 5 июня 2013 года подписал трёхлетний контракт с клубом Примеры «Леванте». 18 августа он дебютировал на высшем уровне, выйдя в стартовом составе в гостевом поединке против «Барселоны». 29 августа 2013 года он забил свой первый гол на высшем уровне, принесший «Леванте» гостевую победу над «Осасуной» с минимальным счётом.